# Темижбекскаја
Темижбекскаја (рус. Темижбекская) насељено је место руралног типа (станица) на југозападу европског дела Руске Федерације. Налази се на истоку Краснодарске Покрајине и административно припада њеном Кавкаском рејону.
Према статистичким подацима Националне статистичке службе Русије за 2017. у насељу је живело 5.677 становника.

## Географија
Станица Темижбекскаја се налази на крајњем југоистоку Кавкаског рејона на 22 км западно од града Кропоткина, односно на око 150 км североисточно од покрајинског центра, града Краснодара. Лежи у ниској и доста мочварној Кубањско-приазовској низији уз десну обалу реке Кубањ, на надморској висини од око 124 метра. Северно од села извире река Челбас.

## Историја
Темижбекско козачко насеље основано је 1802. године од стране Донских Козака из Кавкаског козачког пука, а по налогу императора Павла I Петровича који је на тај начин додатно желео да ојача јужне границе Империје. Новоосновано насеље добија име по Казањском пуку Кавкаске империјалне армије који је био стациониран на том подручју од 1788. до 1791. године.

## Демографија
Према подацима са пописа становништва 2010. у селу је живело 5.778 становника, док је према проценама из 2017. село имало 5.677 становнка.
| 1897. | 1939. | 1970. | 1989. | 2002. | 2010. | 2017. |
| ----- | ----- | ----- | ----- | ----- | ----- | ----- |
| −     | −     | −     | −     | 6.033 | 5.778 | 5.677 |